# ميهويو
ميهويو (بالإنجليزية: miHoYo)‏ شركة صينية تأسست في 13 شباط/فبراير 2012، يقع مقرها في مدينة شنغهاي. اختصت الشركة بصناعة ألعاب الفيديو والبضائع وقد اشتهرت الشركة بكونها الشركة المطورة للعبة جينشين امباكت ولعبة هونكاي امباكت ويبلغ عدد موظفي الشركة 4000 موظف.

## المؤسسون
- كاي هاويو (رئيس)
- ليو وي (مدير)
- لوه يوهاو (مدير)
- كاي هاويو (رئيس)
- ليو وي (مدير)
- لوه يوهاو (مدير)